# Белый корабль (рассказ)
«Белый корабль» (англ. The White Ship) — рассказ американского писателя Говарда Филлипса Лавкрафта, написанный в октябре 1919 года. Впервые опубликован в журнале «The United Amateur» в ноябре 1919 года. Впервые был напечатан в выпуске журнала «Weird Tales» за март 1927 года. Рассказ является вторым в «Цикле снов». Позже рассказ вошел в собрание «Дагон и другие жуткие рассказы» (1986).

## Сюжет
Бэзил Элтон работает смотрителем маяка «Норд-поинт» (англ. North Point), мимо которого идут корабли со всех семи морей. В старину тут ходили белопарусные корабли, а их капитаны рассказывали о Восточных странах, где растут сладкие растения и стоят храмы с минаретами. Бэзил днями смотрит на океан и начинает говорить с ним. Однажды ночью морские воды начинают фосфоресцировать и к берегу подходит Белый корабль. Безил откликнулся на зов капитана и взошел по мосту из лунных лучей на корабль, — что уплыл на Юг, по дорожке, золотой от света Луны.
Безил видит прекрасную зелёную землю, украшенную дивными строениями — это Земля Зар, где обитают мечты и прекрасные мысли, что были забыты. Корабль идет мимо этих опасных земель ибо тот, кто хоть раз сойдёт на берег, домой не вернется. Белый корабль идет мимо Талариона, Города Тысячи Чудес, что люди пытались постичь, но не смогли. По нему бродят демоны и безумцы, а улицы белы от костей тех, кто предстал перед фантомом Лати. Белый корабль следует дальше за летящей на Юг синей птицей. Белый корабль идет мимо Земли Зур или Ксура — страны недостижимого блаженства. Здесь слышен смех и пение райских птиц, но с берега дует ветер, приносящий трупный запах мертвых городов и разрытых кладбищ. Белый корабль поворачивает обратно.

Наконец, Белый корабль причаливает к берегу Сона-Нил — земле воображения и фантазий, где нет времени, страданий и смерти. Кажется, Безил находится тут тысячи лет. Однажды Безил вновь видит синюю птицу и попросит капитана отвезти его в Катурию — обиталище богов и самый прекрасный уголок Вселенной. Капитан предупреждает об опасных морях, но Безил все равно отправляется в путь. Пройдя огромные базальтовые столпы судно попадает в водоворот.  
Послышалась музыка, которая вскоре прекратилась и туман рассеялся, и они не увидели Катурию. Быстро движущиеся морские воды неодолимо влекли беспомощное судно к неведомой цели. Скоро до слуха донесся отдаленный гром падающей воды и титаническое облако брызг чудовищного водопада, который низвергался в бездну небытия. Безил услышал крики людей и нечеловеческих существ. Капитан сказал со слезами на глазах: «Боги могущественнее людей и они победили».
Бэзил очнулся в кровати, в тот самый день, когда он уплыл в Белом корабле (в Страну снов), тысячи лет назад. У берега он находит обломки корабля и мертвую птицу, цвета неба.

## Персонажи
- Бэзил Элтон (англ. Basil Elton) — смотритель Северного маяка «Норд-поинт». Его дед и отец были смотрителями. Во времена деда кораблей было много, при отце значительно меньше, а теперь их стало так мало, что Бэзил чувствовал себя последним человеком на планете. Много читал о восточных странах в книгах, когда был молод и полон жажды чудес. Всю жизнь смотрел за океаном.
- Бородатый человек (англ. Bearded man) — бородатый человек в мантии, капитан Белого корабля из Страны снов. Бэзила ощутил зов капитана, чтобы вместе отправиться к неведомым берегам. Говорил на мягком наречии, которое казалось знакомым Бэзилу, знал предания и легенды о каждом городе. Умолял Бэзила не плыть по опасным водам Катургии.

#### Второстепенные персонажи
- Океан (англ. Ocean) — выступает в роли персонажа. Голубой, зеленый, серый, белый или черный, спокойный, волнующийся или вздымающий водяные горы, океан никогда не умолкает. Сначала он рассказывал простенькие сказочки про тихие пляжи и соседние гавани, но с годами он стал дружелюбнее и говорил уже о других вещах, более странных и более отдаленных в пространстве и во времени. Океан рассказывает сказки про далекие страны, ведь, океан древнее гор, он наполнен снами и памятью времен. Возможно, это божество океанов и морей из древнегреческой мифологии.
- Лати (англ. Lathi) — жуткий эйдолон, что повелевает демонами в Таларионе.
- Тарп (англ. Tharp) — бог или деятель, которому поклонялись в Сона-Нил, в честь него был назван год календаря.
- Дориб (англ. Dorieb) — монарх в Катурии, одни люди считают его полубогом, а другие богом. Высок дворец Дориба, и многочисленные башни поднимаются над его стенами. В обширных залах его собирается множество людей, на стенах развешаны трофеи прошедших веков. Изваянными так искусны, что глядящему на них кажется, что он видит живых обитателей Олимпа.

## Вдохновение
«Белый корабль» является первым рассказом Лавкрафта написанным явно под влиянием творчества лорда Дансени. Сюжет создан по образцу рассказа лорда Дансени «Праздные дни Янна» 1910 года .
Некоторые критики полагают, что рассказ не относится к «Циклу снов», а является отдельной историей, но Лавкрафт связывает все локации Страны снов в рассказе «Забвение» и последующих. Корабли с востока и юга упоминаются в рассказах: «Страшный старик», «Ужас в Ред Хуке», «Модель для Пикмана» и «Грёзы в ведьмовском доме».
В этом раннем рассказе из «Цикла снов» заметны черты Восточного фольклора, поскольку Лавкрафт с детства любил сказку «Тысяча и одна ночь». В юности Лавкрафт познакомился с произведениями Артурианы и Братьев Гримм, где описываются Иные миры. В английской литературе особым образом описывают Иные миры — например, «Мир фей» и «Страна богов». Возможно, Лавкрафт вдохновлялся легендами о Народах моря.
В рассказе выражены черты Древнегреческой мифологии: традиционное описание биографии семьи и путешествие к легендарным местам. В поэме «Одиссея» Гомер говорит с Океаном, а Бог испытывает его в морском путешествии. Моряки слышат песни Сирен. Загробный мир включает обширные пространства и реки, по которым Харон перевозит души умерших.
В Мифологии Древнего Египта солнечная ладья проплывает с Востока на Запад — в Загробный мир (Дуат). Египетским богом океана является Наунет, который в ином мире предстает как синяя птица. В иных мирах появляются двойники людей — Ка. В мифологии водоворот является первозданным океаном, из которого рождаются миры. Фраза капитана в финале напоминает сказки Древнего Египта. В рассказе «Селефаис» описан капитан белого корабля с египетским именем Антихиб.

## Реакция
Генри С. Уайтхед в письме в «The Eyrie» (страница писем «Weird Tales») в мае 1927 года хвалил «Белый корабль» Лавкрафта.

## Страна снов
Лавкрафт описывает обширные земли, острова и карту морей, что примерно похожи на Древний Ближний Восток (или Ойкумену). Безил бороздит Южные моря, но судно не заходит в порты, кроме, Сона-Нил. Лишь раз корабль меняет направление пути на Запад, к недостижимой Катурии. Художественное описание островов похоже на острова блаженных: Зар похож на Авалон; Талларион похож на Элизиум; Сона-Нил похожа на Дильмун; Катурия похожа на солнечные острова Панхайе в индийском океане.
Лавкрафт использовал произвольную карту и общие черты античных карт Древнего Ближнего Востока, на которых изображены мифические страны. Локации обозначены как обширные земли, в которых стоят города с золотыми минаретами, растут лилии, орхидеи и экзотические виды растительности. Это отличается от северных локаций, представленных ранее в рассказе «Полярная звезда». В рассказе упоминается Олимп.
Название Земли Зар похожи на Дор в Финикии; Ксур похоже на финикийский город Сур; Таларион, Город Тысячи Чудес похоже на Ираклион, Вавилон, Иерихон; Сона-Нил похоже на Абу-Кир (залив Нила) или Месопотамию (Двуречье). Имена Дориб, Тарп, Лати похожи на древнегреческих царей. В городах много статуй древнегреческих божеств — это похоже на древнегреческую колонию. Далеко в море находятся базальтовые столпы Запада, — что напоминает Геркулесовы столбы и Мессинский пролив. Картурия окружена водами, это священное место, где живут лишь боги; тут течет река Нарг. Название Катурия похоже на Британию, Кесарию, Каледонию, Катанию или Индию.

## География
- Земля Зар (англ. Land of Zar) — прекрасная зелёная земля, где обитают мечты и прекрасные мысли, что были забыты. Там сверкают белые крыши домов и колоннады необыкновенных храмов. Вокруг берега Зар зелёное море.
- Таларион (англ. Thalarion) — город тысячи чудес, что люди пытались постичь, но не смогли. Это самый огромный город, шпили его храмов исчезают в небосводе, а угрюмые серые стены уходят далеко за горизонт. Причал украшен огромными резными воротами Акариэля. Там бродят демоны и безумцы, а улицы его белы от костей тех, кто был убит владычицей города Лати.
- Зур или Ксура (англ. Xura) — страна недостижимого блаженства, играющая сотнями оттенков, где растут роскошные цветы и чудесные рощи. Там слышно пение невидимых голосов и нежные, гармоничные звуки лиры, а берег усеян лилиями. Здесь царит могильный дух зачумлённых городов и страшных кладбищ.
- Сона-Нил (англ. Sona-Nyl) — земли воображения и фантазий, где нет времени, страданий, смерти, а люди могут жить в нём тысячелетиями. Город охраняют два хрустальных мыса, что поднимаются из моря и образуют великолепную сияющую арку. Вокруг него находится Тёплое море. В селениях, разбитых на дне мирных зелёных долин, живёт безмятежный народ.
- Катурия (англ. Cathuria) — обитель богов, где не был ни один человек, самый прекрасный уголок Вселенной. Находится далеко на западе, за базальтовыми столбами, её окружают гибельные моря, базальтовые столпы и водопады. Это Земля Надежды и страна городов из золота. Её чудесные сандаловые леса напоминают благоуханные рощи Каморина (англ. Camorin), а воды серебряных фонтанов берут начало в подземном гроте реки Нарг (англ. Narg).

## Связь с другими произведениями
Южные моря Страны снов упоминаются только в рассказе «Белый корабль» и повести «Сомнамбулический поиск неведомого Кадата».
В рассказе «Память» Джинн и Демон были наделены «Памятью мира» — этими же словами описан Океан.

## Комментарии
1. ↑  Здесь и далее все имена и названия приводятся по переводу Л. Биндеман.